# La botella d'anís
L'ampolla d'anís (en francès La bouteille d'anis) és un quadre realitzat per Juan Gris l'any 1914. Les seves dimensions són de 24 X 41,8 cm.
Mostra una ampolla de licor d'anís de la coneguda marca badalonina Anís del Mico, amb el nom de les ciutats de Badalona, Madrid i París, ciutats lligades als líders del moviment cubista, Pablo Picasso, Georges Braque i el mateix Juan Gris, als quals la pintura ret homenatge.
Actualment s'exposa en el Museu Reina Sofia, Madrid.